# Dystopia (альбом Megadeth)
Dystopia (с англ. — «Антиутопия») — пятнадцатый студийный альбом трэш-метал-группы Megadeth. Записан на лейбле Lattitude South Studios, выпущен на Universal 22 января 2016 года. Спродюсирован Дэйвом Мастейном и Крисом Рейкстроу, над художественным оформлением работал Брент Эллиотт Уайт. Также это последний альбом с Дэвидом Эллефсоном на басу.
Перед записью Dystopia барабанщик Шон Дровер и гитарист Крис Бродерик объявили о своём уходе из группы. Их роли в альбоме были заменены барабанщиком Lamb Of God Крисом Адлером и гитаристом Angra Кико Лорейро.
После смешанных отзывов на прошлый альбом группы 2013 года Super Collider, Dystopia получил в основном благоприятную реакцию критиков, отмечая возврат к музыкальным корням группы. На ноябрь 2020 года альбом оценён в 69/100 на Metacritic. Альбом дебютировал под 3 номером в Billboard 200, сделав Dystopia вторым по успешности в чартах США альбомом после Countdown To Extinction, который занял 2 место в 1992 году. Помимо этого заглавная одноимённая песня принесла группе первую победу за "Лучшее метал исполнение" на 59-й церемонии Грэмми после 11 неудачных номинаций.

## Об альбоме

### Предыстория
В июне 2013 года Megadeth выпускает свой 14 студийный альбом Super Collider, который получил спорные отзывы. Спустя месяц после релиза альбома фронтмен и гитарист Дэйв Мастейн заявляет, что он и группа начинают обсуждать работу над новым альбомом. На срочность этого вопроса в некоторой степени повлияла недавняя смерть гитариста Slayer Джеффа Ханнемана, которая, как сообщается, дала ему ощущение смертности.
В 2014 году группа начала пре-продакшн альбома. Работа над новым материалом началась в декабре 2013 года, и в январе 2014 года Мастейн поделился информацией, что они написали большинство риффов для записи. В мае 2014 года перед своим уходом Дровер рассказал, что он и Мастейн начали записывать демо песен в студии. Изначально группа планировала записать альбом в августе 2014 года и затем выпустить его в 2015 году, но песни были сделаны только на уровне демо записей к октябрю, и затем группа начала запись в январе 2015 года. Мастейн уточнил, что из-за сокращённого гастрольного графика на лето 2014 года у группы было больше времени, чтобы сосредоточиться на написании песен.
Помимо этого в 2014 году на группу обрушилось некоторые трудности. В мае басист Дэвид Эллефсон потерял своего брата Элиота из-за рака, после чего группа отменила ряд запланированных концертов. 4 октября тёща Мастейна, страдающая болезнью Альцгеймера, пропала из кемпинга. Её останки были обнаружены 26 ноября. Кроме того, барабанщик Шон Дровер и гитарист Крис Бродерик объявили о своём уходе из группы в ноябре того же года. Позже они основали группу Act of Defiance.
Несмотря на все это, Эллефсон объявил, что группа по-прежнему намерена начать работу над альбомом в начале 2015 года. Он также предположил, что альбом поможет определить замену Бродерика и Дровера.

## Список композиций
Слова и музыка всех песен — написаны Дэйвом Мастейном, если не указаны другие имена.
| №                   | Название                            | Длительность |
| ------------------- | ----------------------------------- | ------------ |
| 1.                  | «The Threat Is Real»                | 4:22         |
| 2.                  | «Dystopia»                          | 5:00         |
| 3.                  | «Fatal Illusion»                    | 4:16         |
| 4.                  | «Death from Within»                 | 4:48         |
| 5.                  | «Bullet to the Brain»               | 4:29         |
| 6.                  | «Post American World»               | 4:25         |
| 7.                  | «Poisonous Shadows»                 | 6:02         |
| 8.                  | «Conquer... or Die!» (Instrumental) | 3:33         |
| 9.                  | «Lying in State»                    | 3:34         |
| 10.                 | «The Emperor»                       | 3:54         |
| 11.                 | «Foreign Policy» (Fear cover)       | 2:28         |
| Общая длительность: | Общая длительность:                 | 46:51        |

| №   | Название      | Длительность |
| --- | ------------- | ------------ |
| 12. | «Me Hate You» | 4:44         |

| №   | Название                           | Длительность |
| --- | ---------------------------------- | ------------ |
| 12. | «Melt the Ice Away» (Budgie cover) | 3:28         |

| №                   | Название                            | Длительность |
| ------------------- | ----------------------------------- | ------------ |
| 1.                  | «The Threat Is Real»                | 4:22         |
| 2.                  | «Dystopia»                          | 5:00         |
| 3.                  | «Fatal Illusion»                    | 4:16         |
| 4.                  | «Death from Within»                 | 4:48         |
| 5.                  | «Bullet to the Brain»               | 4:29         |
| 6.                  | «Post-American World»               | 4:25         |
| 7.                  | «Poisonous Shadows»                 | 6:02         |
| 8.                  | «Look Who's Talking» (Bonus track)  | 4:14         |
| 9.                  | «Conquer... or Die!» (Instrumental) | 3:33         |
| 10.                 | «Lying in State»                    | 3:34         |
| 11.                 | «The Emperor»                       | 3:54         |
| 12.                 | «Last Dying Wish» (Bonus track)     | 3:49         |
| 13.                 | «Foreign Policy» (Fear cover)       | 2:28         |
| Общая длительность: | Общая длительность:                 | 54:54        |

## Участники записи
Megadeth
- Дэйв Мастейн — вокал, гитара, акустическая гитара
- Кико Лорейро — гитара, акустическая гитара, бэк-вокал, фортепиано в «Poisonous Shadows»[35]
- Дэвид Эллефсон — бас-гитара, бэк-вокал
- Крис Адлер — ударные[36]

Приглашённые музыканты
- Стив Уоринер — слайд-гитара[37]
- Ронн Хафф — оркестровые аранжировки в «Poisonous Shadows»[35]
- Крис Родригес — бэк-вокал
- Эрик Даркен — перкуссия
- Блэр Мастерс — клавишные и программирование

Производство
- Продюсеры Дейв Мастейн и Крис Рейкстроу[34][38]
- Звукорежиссёр — Крис Рейкстроу[38]
- Микширование — Джош Уилбур[39]
- Мастеринг — Тед Дженсен
- Брент Эллиотт Уайт — обложка[34]

## Чарты
| Чарт (2016)                         | Позиция |
| ----------------------------------- | ------- |
| Австралия (ARIA)                    | 6       |
| Австрия (Ö3 Austria)                | 14      |
| Аргентина (CAPIF)                   | 3       |
| Бразилия (ABPD)                     | 4       |
| Бельгия/Фландрия (Ultratop)         | 19      |
| Бельгия/Валлония (Ultratop)         | 25      |
| Канада (Canadian Albums Chart)      | 3       |
| Чехия (ČNS IFPI)                    | 5       |
| Нидерланды (Album Top 100)          | 25      |
| Финляндия (Suomen virallinen lista) | 3       |
| Франция (SNEP)                      | 39      |
| Германия (Offizielle Top 100)       | 10      |
| Греция (IFPI)                       | 13      |
| Венгрия (MAHASZ)                    | 15      |
| Ирландия (IRMA)                     | 19      |
| Италия (Classifica album)           | 21      |
| Япония (Oricon)                     | 16      |
| Мексика (Top 100 Mexico)            | 4       |
| Новая Зеландия (RMNZ)               | 6       |
| Норвегия (VG-lista)                 | 13      |
| Польша (ZPAV)                       | 8       |
| Португалия (AFP)                    | 20      |
| Испания (PROMUSICAE)                | 21      |
| Швейцария (Schweizer Hitparade)     | 7       |
| Великобритания (UK Albums Chart)    | 11      |
| США (Billboard 200)                 | 3       |